# 182 Rezerwowa Kompania Saperów
182 rezerwowa kompania saperów (182 rez. ksap) – pododdział saperów Wojska Polskiego II RP.

## Historia kompanii
Mobilizację rezerwowej kompanii saperów nr 182 w 8 batalionie saperów rozpoczęto 24 sierpnia, z chwilą ogłoszenia mobilizacji alarmowej, w Seminarium Nauczycielskim przy ul. Sienkiewicza i została zakończona 27 sierpnia.
182 rezerwowa kompania saperów przydzielona została do Armii „Pomorze” i bezpośrednio podlegała dowódcy saperów Armii, ppłk. Emilowi Strumińskiemu. Po zakończeniu czynności mobilizacyjnych ze sformowanych kompanii saperów utworzono zbiorczą grupę kompanii saperów, na dowódcę której wyznaczono majora w stanie spoczynku Wiktora Krajewskiego.
31 sierpnia 182 kompania saperów pod dowództwem kpt. inż. Michała Cęplaka przemaszerowała na Dworzec Główny w Toruniu i po załadowaniu na transport kolejowy została przewieziona do Włocławka, na kwatery do majątku Szpetal Górny.
1 września kompania otrzymała od mjr. Krajewskiego, zadanie ufortyfikowania przyczółka mostowego na Wiśle od strony Lipna i do 7 września prowadziła prace w tym rejonie, polegające na zakładaniu zasieków z drutu kolczastego, budowaniu przeszkód przeciwpancernych oraz wykonaniu zawał leśnych w celu zamknięcia dróg i przecinek leśnych.
7 września 182 kompania saperów została czasowo przydzielona do składu Oddziału Wydzielonego ppłk. dypl. Stanisława Sadowskiego, którego zadaniem była obrona Włocławka. Dowódca kompanii otrzymał od ppłk. dypl. Sadowskiego rozkaz zakończenia prac umocnieniowych na przedmościu i zaminowania mostu na Wiśle.
8 września 182 kompania saperów wyruszyła z Włocławka przez Kowal i Gostynin do Stanisławowa Skrzańskiego, w trakcie marszu zaginął dowódca kompanii, kpt. Cęplak.
9 września w Stanisławowie Skrzańskim dowództwo 182 kompanii saperów objął ppor. Stanisław Kotus.
10 września kompania przeszła do miejscowości Łąck i dołączyła do pozostałych kompanii z Grupy mjr. Krajewskiego, które dotarły tam z Torunia z zadaniem rozbudowania pozycji obronnych na linii Dzierzązna – folwark Gorki – Ciechomice – Dobrzykow obsadzonych przez OW ppłk. dypl. Sadowskiego.
12 września, z chwilą powołania GO gen. bryg. Michała Tokarzewskiego-Karaszewicza, mjr Wiktor Krajewski został wyznaczony na dowódcę saperów GO.
13 września wszystkie rezerwowe kompanie saperskie opuściły Łąck, maszerując przez Gąbin i Pacyny w rejon Żychlina., zaś 182 kompania saperów dotarła do Dworu Model.
W okresie od 14 do 16 września 182 kompania saperów budowała most przez rzekę Słudwię na drodze Dwór Model – Skrzeczewy.
16 września 182 kompania saperów otrzymała z dowództwa saperów Armii „Pomorze” rozkaz opuszczenia rejonu Model – Skrzeczewy i przejścia do Lubikowa.
17 września, z braku dalszych rozkazów, 182 kompania saperów opuściła Lubikow, kierując się na Iłów, około 22.00 dotarła do Sannik, gdzie godzinę później dostała się do niemieckiej niewoli.

## Struktura i obsada etatowa
- dowódca kompanii – kpt inż. Michał Cęplak
- dowódca I plutonu – ppor. Stanisław Kotus
- dowódca II plutonu – ppor. Józef Perl
- dowódca III plutonu – ppor. Stanisław Eysmontt